# Bayrisches Flieger-Bataillon
Bayrisches Flieger-Bataillon – Bayrisches FlgBtl – jedna z 5 większych jednostek taktycznych lotnictwa niemieckiego Luftstreitkräfte utworzona przed wybuchem I wojny światowej tego typu.

## Informacje ogólne
Jednostka powstała w 1913 roku i składała się z jednej bawarskiej kompanii. Podporządkowana była Inspektion der Fliegertruppen w sierpniu 1914 roku stacjonowała w Oberschleißheim.

### Skład batalionu w sierpniu 1914 roku
| Kompania | Lokalizacja     | Jednostka                                                 | Dowódca                                |
| -------- | --------------- | --------------------------------------------------------- | -------------------------------------- |
| 1        | Oberschleißheim | Feldflieger Abteilung 1b                                  | kpt. Erhard                            |
|          |                 | Feldflieger Abteilung 2b                                  | kpt. Florian von Poser und Großnädlitz |
|          |                 | Feldflieger Abteilung 3b                                  | kpt. Pohl                              |
|          | Germersheim     | Bayrische Festungsflieger Abteilung (Festung Germersheim) | Rotmistrz von Wolffskeel               |
|          |                 | Etappen Flugzeug Park 6                                   |                                        |